# GameSpy
GameSpy – amerykańska strona internetowa o grach komputerowych i oddział IGN Entertainment. Strona została założona w 1996 roku i publikowała wiadomości związane z branżą, recenzje oraz zapowiedzi gier komputerowych. Z jej inicjatywy powstała wyszukiwarka serwerów w grach – GameSpy Arcade. GameSpy swoją działalność zakończył w 2013 roku, gdy po przejęciu przez Ziff Davis został zamknięty.
Od 2014 roku gry wieloosobowe (multiplayer) nie są wspierane przez GameSpy. Dla gier dotychczas wspieranych przez GameSpy można wykorzystać inny serwis do gry wieloosobowej, na przykład GameRanger.